# Compte (càlcul)
En matemàtica, un compte o càlcul és una operació o un conjunt d'operacions aritmètiques, com per exemple una multiplicació o una successió de sumes (p. ex.: No surten els comptes). Encara que generalment es fa amb nombres, un compte matemàtic és un còmput: un procés deliberat de transformar una o més variables mitjançant d'algun algorisme, en aquest sentit s'utilitza també dins de la informàtica, l'estadística matemàtica i la teoria de la calculabilitat (o computabilitat).

Un comptador de 0 a 9.

Comptar és el procés matemàtic d'afegir o treure repetidament una unitat, normalment per a esbrinar quants objectes hi ha o per apartar el nombre desitjat d'objectes (es comença amb l'u per al primer objecte i es procedeix construint una funció injectiva des dels objectes restants cap als nombres naturals més grans o iguals que dos), per a objectes ben ordenats pot ser per a esbrinar el nombre ordinal d'un objecte concret, o per a trobar l'objecte al qual li correspon un nombre ordinal donat. Comptar es fa també (principalment els infants) per a demostrar que es coneix el nom dels nombres i el sistema de numeració. En matemàtiques el terme comptar o enumerar també significa esbrinar el nombre d'elements d'un conjunt finit.
De vegades comptar implica increments o decrements diferents de l'1, per exemple comptar de dos en dos (2, 4, 6, 8, 10, 12…) o comptar de cinc en cinc(5, 10, 15, 20, 25…).
Hi ha evidència arqueològica que suggereix que els humans han estat capaços de comptar des de fa com a mínim 50,000 anys. Comptar es va fer servir inicialment a les cultures antigues per a enregistrar dades econòmiques com deutes i capital (és a dir en comptabilitat)
El desenvolupament de la tècnica de comptar va dur al desenvolupament de la notació matemàtica i dels sistemes de numeració.

## Formes de comptar

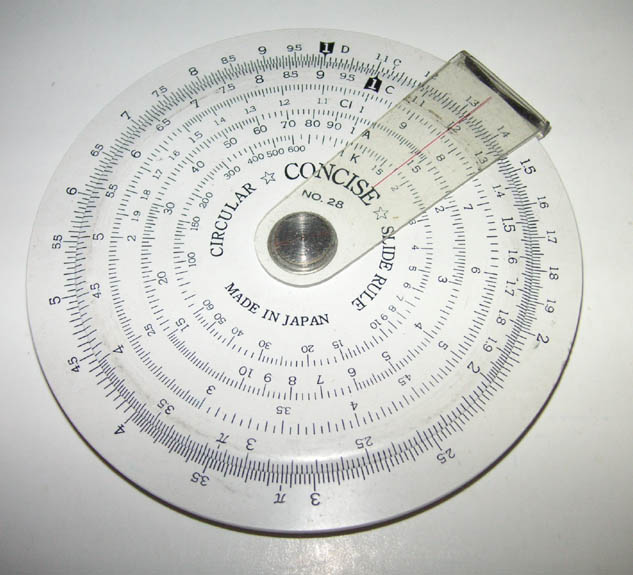
Regle de càlcul circular

Comptar es pot fer de diverses maneres. El compte pot ser verbal; és a dir, verbalitzant cada nombre (en veu alta o mentalment) per tal de resseguir el seu progrés. Això es fa sovint quan es tracta de comptar objectes que són presents tots alhora. No resulta tant pràctic quan es tracta de comptar coses que succeeixen al llarg del temps.
També es pot comptar emprant marques, es fa una marca per a cada fet o objecte que es vol comptar i després es compten les marques. Això és pràctic quan es tracta de comptar objectes al llarg del temps per exemple el nombre de cops que passa quelcom al llarg del dia.
Comptar també es pot fer amb la tècnica de comptar amb els dits, especialment quan es tracta de comptar nombres petits. Això ho fan servir sovint els infants per a facilitar el procés de comptar i de realitzar operacions matemàtiques senzilles. La forma més ingènua de comptar amb els dits empra la notació unaria (un dit = una unitat) i, per tant, queda limitat a comptar fins a 10. També es fan servir altres sistemes basats en gestos de les mans, per exemple el sistema xinès amb el qual es pot comptar fins a 10 emprant només gestos d'una mà.
Emprant el sistema dits binaris (notació posicional en base 2) és possible de comptar amb els dits fins a 1023 = 2¹⁰ - 1.
També es poden fer servir diversos dispositius per a facilitar el procés de comptar, tals com marcadors manuals i àbacs.

## Comptatge inclusiu
El comptatge inclusiu es dona habitualment quan es compten dies en un calendari. Si es comptés normalment 8 dies des d'avui (per exemple dilluns), dimarts seria el dia 1, dimecres el dia 2, i el següent dimarts seria el vuitè dia. Quan es compta de forma inclusiva, el dilluns (el dia del començament) és el dia 1 i així el següent dilluns serà el vuitè dia. Per exemple l'expressió catalana "d'avui en vuit" es refereix al mateix dia que avui de la setmana vinent. En el calendari Romà nones (que vol dir nous) és 8 dies abans del ides; i al calendari Cristià la Quinquagèsima (que vol dir 50) és 49 dies abans del diumenge de Pasqua.

## Càlcul exacte i operacions
L'elaboració de conceptes matemàtics més avançats que el procés de recompte (com els ossos tallats per representar nombres enters o períodes), desenvolupa les nocions elementals d'aritmètica i les quatre operacions bàsiques (sistemes de numeració, fraccions, proporcions). Els problemes d'àlgebra elemental, desenvolupen les operacions més complexes com l'extracció d'arrels, la potenciació, i aprofundeixen i diversifiquen els instruments: des dels àbacs i màquines de sumar mecàniques, fins a les calculadores analògiques.
Històricament, l'art del còmput (o de  fer comptes matemàtics ) es desenvolupa abans fins i tot que l'escriptura. Els registres més antics de càlculs matemàtics concerneixen papirs egipcis datats d'aproximadament 2000 anys aC que fan referències clares a aproximacions per π i arrels quadrades. La numeració amb varetes, desenvolupada antigament en Xina, també permet resoldre problemes d'aquest tipus, així com arrels cúbiques o n-èsimes, i resoldre sistemes d'equacions, que porten al càlcul de nombres negatius o complexos. d'Alembert en el seu Encyclopédie (editada entre els anys del 1751 i 1772), els qualifica d'arrels falses i imaginàries, i no les accepta com a resultat d'un  càlcul final .

## Eines de càlcul

### Instruments antics
A la Prehistòria, entesa com el període anterior a la invenció de l'escriptura, les osques trobades en ossos datades d'aproximadament 20,000 anys, poden interpretar com un rudimentari intent de comptatge, representant valors numèrics.

### Vareta de càlcul
En algunes regions d'Àsia, el càlcul amb varetes (筹算) va ser el mètode desenvolupat per realitzar càlculs matemàtics, probablement durant el segle iv aC Aquest sistema permetia representar nombres i fraccions; el seu ús va decaure després de l'aparició de l'àbac. Alguns models d'àbac, com el Suanpan, o el Soroban, permeten efectuar, a més de les quatre operacions bàsiques de l'aritmètica, operacions més complexes com l'extracció d'arrels.

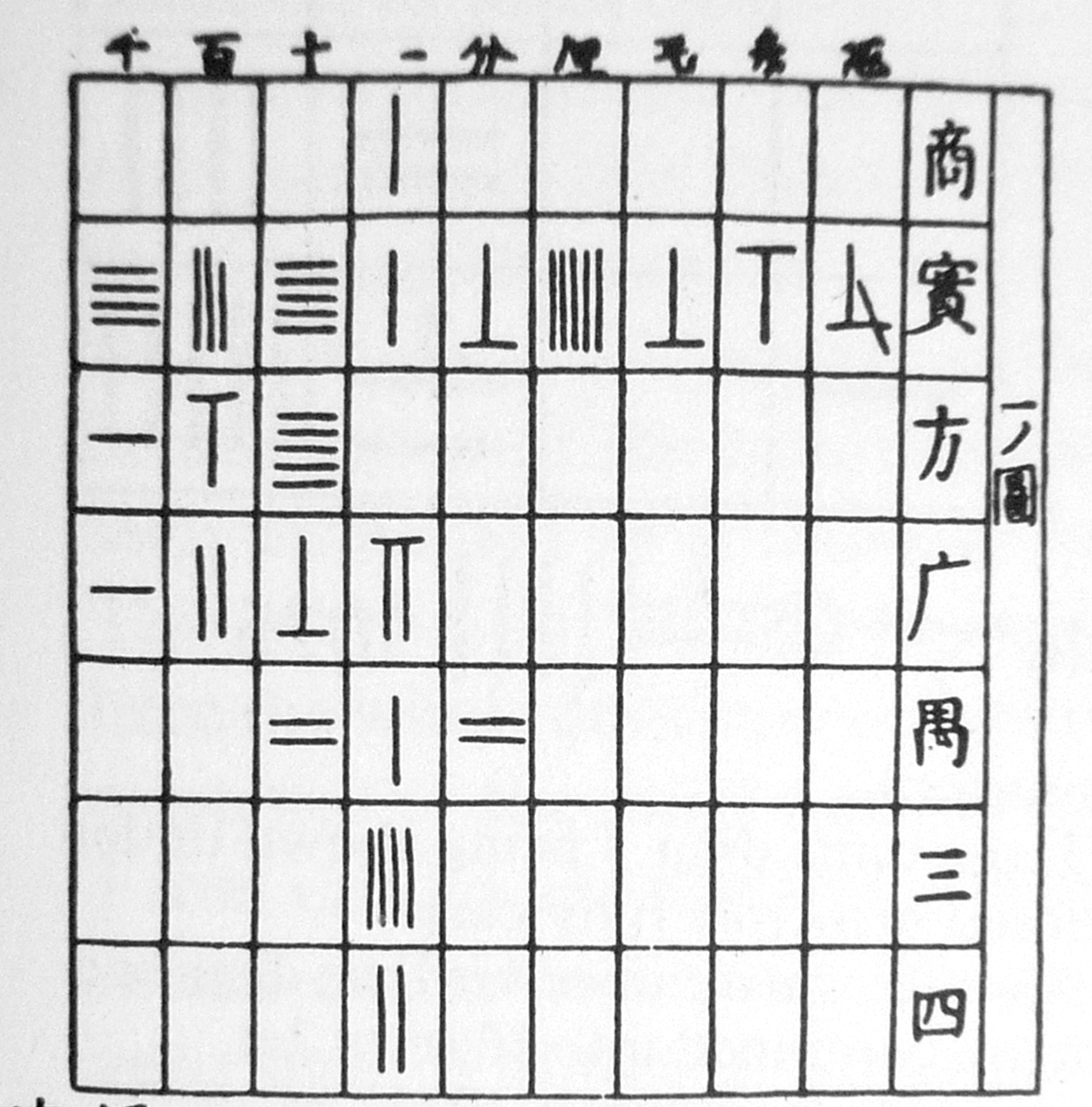

### Quipu
Instrument mnemotècnic inca d'ús comptable, fet de cordes de colors i nusos, per al registre de censos i collites, utilitzat per les civilitzacions andines, al voltant de 1500. Com que no tenia un sistema d'escriptura pròpiament, el quipu complia una funció més àmplia que la de mera calculadora, complementant-possiblement amb el yupana, per a tasques de càlcul.

### Àbac
L'àbac és considerat com el més antic instrument de comptatge o de càlcul. Utilitzat principalment per fer operacions aritmètiques i adaptat per nombroses civilitzacions. En xinesa és conegut com a suanpan (算盘), en Japó com Soroban (算盘); són molt similars a les versions utilitzades pels grecs i romans. Molt populars fins ben entrat el segle xviii.

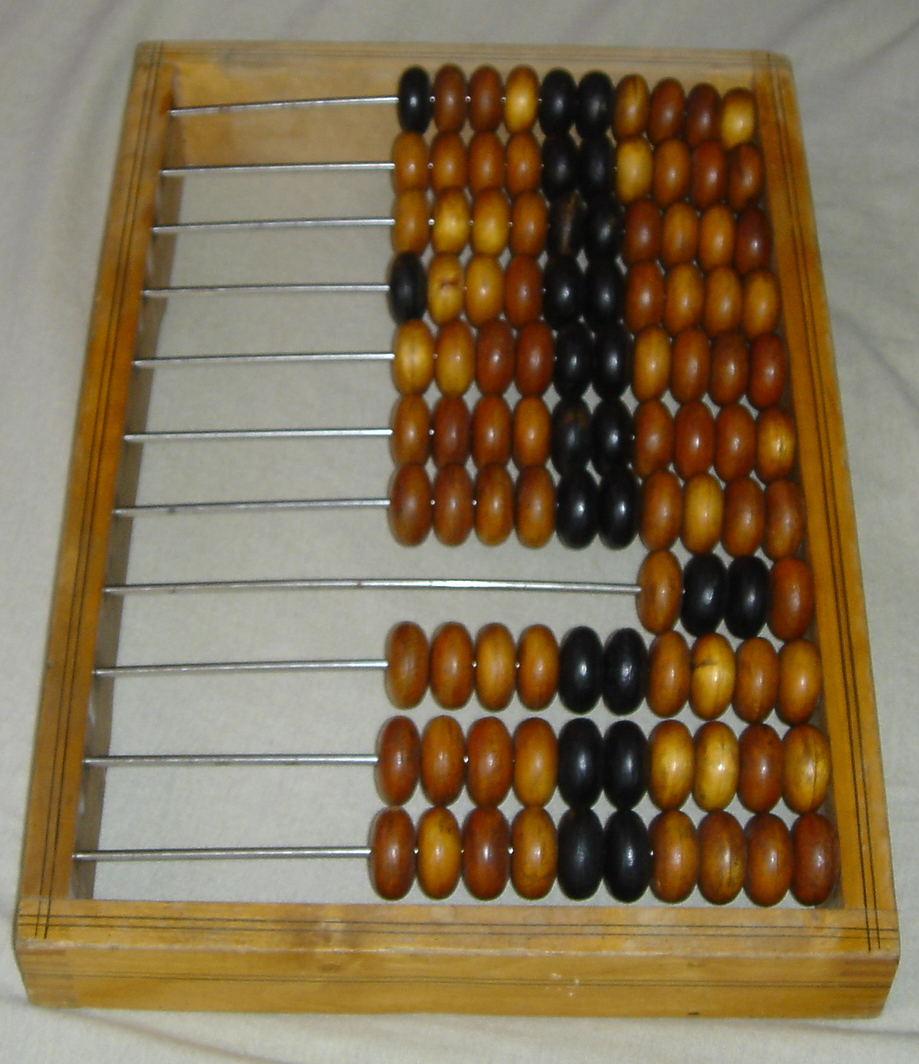
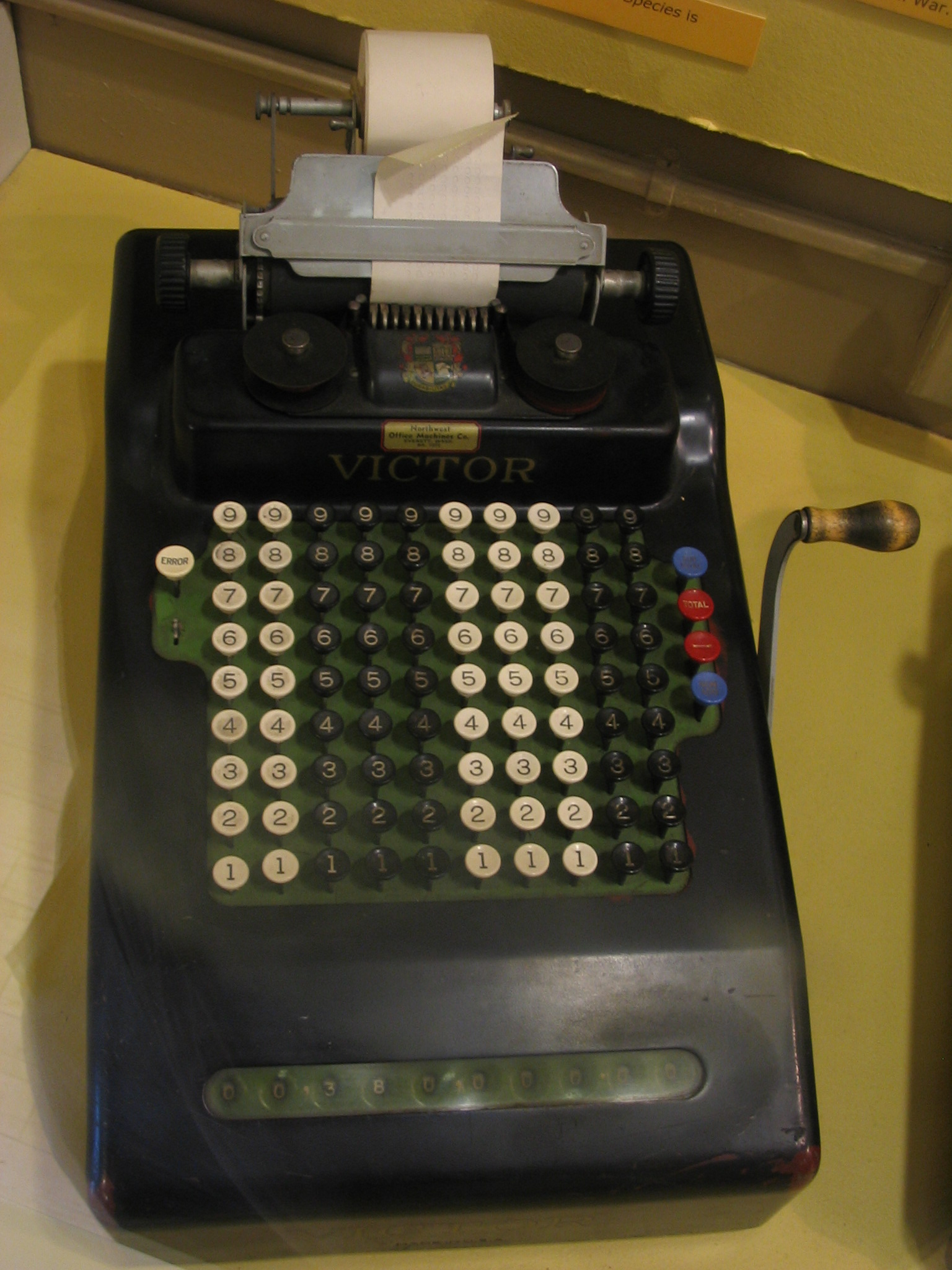
Calculadora marca Victor

## Calculadores mecàniques i electròniques
Com a suport al treball numèric, comptòmetres, àbacs neperians, regles de càlcul i màquines de sumar. Les calculadores modernes realitzen, a més de càlculs aritmètics, càlculs complexos (gràfic de funcions, nombres complexos, etc.).